# Rapa (langue)
Pour les articles homonymes, voir Rapa.
Le rapa, localement reo 'ōparo, est une des langues polynésiennes des îles Australes parlée à Rapa (Rapa Iti, Ha'urei et 'Area) par 520 locuteurs. 
Il se distingue des autres langues parlées dans le même archipel des Australes, lesquelles sont désignées par le nom générique de langues australes (en tahitien reo tuha’a pae), ou austral.